# 創新擴散理論
創新擴散理論（英語：Diffusion of innovations）亦稱創新傳布理論，是傳播學的理論，早期是由法蘭克·巴斯（Frank M．Bass）提出，是指一項新的觀念、事物、技術引入社會體系時的演變過程。傳播過程包含環節：即知曉、勸服、決策、證實四個環節。理論表示當一種創新在剛起步時接受程度比較低，使用人數較少，擴散過程也就相對遲緩，當使用者比例達到臨界值後，創新擴散過程就會快速地增加，新事物的採納的決定因素在於良好的人際關係以及是否經常性的接觸大眾傳播。

## 五階段
埃弗里特·M·羅傑斯（Everett Rogers）认为，一项创新（新技术、新观念、新事物）是否会获得人们的采纳，取決於五種主要的階段：
1. 知曉：潛在採納者獲悉新事物的存在，與某些需求的種類有關，這些需求會因為使用新產品或新科技得到滿足。
2. 興趣：一旦知曉新事物，興趣便會被喚起。
3. 衡量：個人會衡量新事物是否符合需求，稱為「內心考驗」。
4. 施行：此階段，新事物被採用可能只有小規模。
5. 採納：由個人做出決定，新事物是否被採納。

羅傑斯認為，採納者種類的不同是個人「創新性」（英語：innovativeness）人格特質不同。強調傳布是一種社會學的現象，由於都市居民的人際關係較為疏離，所以在都市進行新事物採納研究，與鄉村相比，人際管道以及大眾媒體管道之間的比例可能會徹底翻轉。

### 註腳
1. ↑  孫秀蕙. . 正中書局. 2016. ISBN 978-957-09-1954-7. OCLC 979979038.

### 文献

羅傑斯的創新的傳播模型。隨着大量新的消費者採納新技術（藍色），其市場份額（黃色）最終將達到飽和水平。 藍色曲線按採納者的接受能力分段。

- Rogers, E. M. （1995）. Diffusion of innovation （4th Ed.）. New York: The Free Press
- 郭貞 主編. . 揚智出版社. 2016.